# Orophaca triphylla
Orophaca triphylla är en ärtväxtart. Orophaca triphylla ingår i släktet Orophaca och familjen ärtväxter.

## Underarter
Arten delas in i följande underarter:
- O. t. purpurea
- O. t. triphylla